# Nannizzia cajetana
Nannizzia cajetana är en svampart som beskrevs av Ajello 1961. Nannizzia cajetana ingår i släktet Nannizzia och familjen Arthrodermataceae.   Inga underarter finns listade i Catalogue of Life.